# 아이티 국립박물관
아이티 국립박물관(Musée National d'Haïti)은 포르토프랭스, 아이티에 위치하며, 1938년에 완공되었다. 몽트루이 지역의 국도 제1호선에 위치한다. 아이티 국립 판테온 박물관 (MUPANAH, 1983년 건립)과 혼동해서는 안 되며, 판테온 박물관은 대통령궁 길 건너에 위치한다.
국립박물관은 아라와크족과 타이노족 시대부터 1940년대까지 아이티 역사를 아우르는 정보와 유물을 소장하고 있다. 스페인인들이 원주민을 대했던 방식과 아프리카 노예를 프랑스인들이 대했던 방식을 보여주는 벽화가 있다. 또한 앙리 크리스토프 왕이 자살한 권총을 포함하여 아이티 황제들과 관련된 유물도 있다.

## 같이 보기
- 국립미술관, 포르토프랭스에 위치.
- 아이티 국립 판테온 박물관